# Irina Falconi
Irina Alejandra Falconi (Portoviejo, 4 mei 1990) is een tennisspeelster uit de Verenigde Staten. Op vierjarige leeftijd begon zij met het spelen van tennis. Haar favoriete ondergrond is hardcourt. Zij speelt rechtshandig en heeft een tweehandige backhand. In 2006 debuteerde zij op het ITF-circuit, waar zij in 2007 haar eerste toernooi, in Monterrey (Mexico), wist te winnen.
In 2011 won zij de gouden medaille in het vrouwenenkelspel op de Pan-Amerikaanse Spelen in Guadalajara. In de finale versloeg zij de als zevende geplaatste Mónica Puig uit Puerto Rico: 6-3 en 6-2.

## Posities op deWTA-ranglijst
Positie per einde seizoen:
| jaartal | ranking enkelspel | ranking dubbelspel |
| ------- | ----------------- | ------------------ |
| 2006    | 1054              | –                  |
| 2007    | 475               | 686                |
| 2008    | 761               | 633                |
| 2009    | 468               | –                  |
| 2010    | 217               | 257                |
| 2011    | 80                | 355                |
| 2012    | 148               | 82                 |
| 2013    | 146               | 95                 |
| 2014    | 114               | 153                |
| 2015    | 73                | 123                |

## Resultaten grandslamtoernooien
| Legenda | Legenda                          |
| ------- | -------------------------------- |
| g.t.    | geen toernooi gehouden           |
| l.c.    | lagere categorie                 |
| –       | niet deelgenomen                 |
| G       | uitgeschakeld in de groepsfase   |
| 1R      | uitgeschakeld in de eerste ronde |
| 2R      | uitgeschakeld in de tweede ronde |
| 3R      | uitgeschakeld in de derde ronde  |
| 4R      | uitgeschakeld in de vierde ronde |
| KF      | uitgeschakeld in de kwartfinale  |
| HF      | uitgeschakeld in de halve finale |
| F       | de finale verloren               |
| W       | het toernooi gewonnen            |
| w-v     | winst/verlies-balans             |

### Enkelspel
| Toernooi        | 2010 | 2011 | 2012 |    | 2014 | 2015 | 2016 | 2017 |
| --------------- | ---- | ---- | ---- | -- | ---- | ---- | ---- | ---- |
| Australian Open | –    | 1R   | 1R   | 2R | 2R   | 2R   | 2R   |      |
| Roland Garros   | –    | 1R   | 2R   | –  | 3R   | 2R   | –    |      |
| Wimbledon       | –    | 1R   | 1R   | –  | 1R   | 1R   | 1R   |      |
| US Open         | 1R   | 3R   | 1R   | –  | 2R   | 1R   |      |      |

### Vrouwendubbelspel
| Toernooi        | 2011 | 2012 | 2013 | 2014 | 2015 | 2016 |
| --------------- | ---- | ---- | ---- | ---- | ---- | ---- |
| Australian Open | –    | 1R   | 2R   | –    | 1R   | 2R   |
| Roland Garros   | –    | –    | 1R   | –    | –    | 1R   |
| Wimbledon       | –    | 2R   | 1R   | –    | 1R   | 1R   |
| US Open         | 1R   | 2R   | –    | 1R   | 1R   | –    |

### Gemengd dubbelspel
| Toernooi        | 2011 | 2012 |
| --------------- | ---- | ---- |
| Australian Open | –    | –    |
| Roland Garros   | –    | –    |
| Wimbledon       | –    | –    |
| US Open         | KF   | 1R   |

## Palmares
| Legenda                 |
| ----------------------- |
| Grandslamtoernooi       |
| Olympische Spelen       |
| Year-End Championships  |
| Premier Mandatory       |
| Premier Five / WTA 1000 |
| Premier / WTA 500       |
| International / WTA 250 |
| Challenger / WTA 125    |

### WTA-finaleplaatsen enkelspel
| nr.              | finaledatum | toernooi   | ondergrond | tegenstandster        | score         |         |
| ---------------- | ----------- | ---------- | ---------- | --------------------- | ------------- | ------- |
| gewonnen finales |             |            |            |                       |               |         |
| 1.               | 2016-04-17  | WTA Bogota | gravel     | Sílvia Soler Espinosa | 6-2, 2-6, 6-4 | details |
| verloren finales |             |            |            |                       |               |         |
| geen             |             |            |            |                       |               |         |

### WTA-finaleplaatsen vrouwendubbelspel
| nr.              | finaledatum | toernooi       | ondergrond | partner            | tegenstandsters                              | score            |         |
| ---------------- | ----------- | -------------- | ---------- | ------------------ | -------------------------------------------- | ---------------- | ------- |
| gewonnen finales |             |                |            |                    |                                              |                  |         |
| geen             |             |                |            |                    |                                              |                  |         |
| verloren finales |             |                |            |                    |                                              |                  |         |
| 1.               | 2012-08-03  | WTA Washington | hardcourt  | Chanelle Scheepers | Shuko Aoyama Chang Kai-chen                  | 5-7, 2-6         | details |
| 2.               | 2012-08-24  | WTA Dallas     | hardcourt  | Līga Dekmeijere    | Marina Erakovic Heather Watson               | 3-6, 0-6         | details |
| 3.               | 2015-04-19  | WTA Bogota     | gravel     | Shelby Rogers      | Paula Cristina Gonçalves Beatriz Haddad Maia | 3-6, 6-3, [6-10] | details |